# Madonna z Dzieciątkiem i świętymi Martyną i Agnieszką
Madonna z Dzieciątkiem i świętymi Martyną i Agnieszką – obraz olejny hiszpańskiego malarza pochodzenia greckiego Dominikosa Theotokopulosa, znanego jako El Greco.
W 1597 roku El Greco otrzymał zlecenie na wykonanie kilku obrazów dla nowo wybudowanej kaplicy w Toledo, poświęconej św. Józefa. Zleceniodawcą był profesor teologii na uniwersytecie w Toledo Martin Ramirez. 9 września artysta podpisał kontrakt na wykonanie trzech ołtarzy do dnia sierpniowego święta Matki Boskiej. Umowa bardzo szczegółowo określała zakres zlecenia: obraz do głównego ołtarza miał przedstawiać św. Józefa, nad nim miała znajdować się scena Ukoronowania Marii, a po jej bokach wizerunki dwóch innych świętych. Dodatkowo El Greco miał wykonać z rzeźbionego drewna ramy, pokryte złoceniami. Po namalowaniu dwóch pierwszych obrazów Święty Józef z Dzieciątkiem Jezus i Koronacja Matki Boskiej artysta stworzył dwa kolejne do naw bocznych pt. Święty Marcin i żebrak oraz Madonnę z Dzieciątkiem i świętymi.

## Opis obrazu
Tradycyjnie El Greco dzieli kompozycję na dwie części: niebiańską i ziemską. W tej pierwszej przedstawia Madonnę z Dzieciątkiem w towarzystwie aniołów. Zarysy ich postaci są niewyraźne, rozmyte co daje efekt widzianych postaci we śnie. Realności nadają jedynie wyraziste barwy – błękity, czerwienie i zielonawe złota. Wokół twarzy Marii o bardzo hiszpańskich rysach, skupione są główki aniołków wyglądające jak białe kulki będące częścią chmury na której siedzi Madonna.
W dolnej części równie nierealistycznie przedstawione zostały dwie święte: Święta Martyna i Święta Agnieszka. Ich postacie są wypukłe, nienaturalnie wydłużone zwłaszcza ich szyje. Być może taki sposób ujęcia El Greco zaczerpną od włoskiego malarza Parmigianina o którym powiedział (...) najwyraźniej przyszedł na świat jedynie po to, aby poprzez swoje szkice i rysunki pokazać, co to jest smukłość i wdzięk postaci By móc zidentyfikować przedstawione niewiasty artysta umieścił atrybuty świętych; po prawej stronie z oczami skierowanymi ku dołowi, z barankiem na rękach stoi święta Agnieszka, a po lewej stronie z głową podniesioną ku niebu, z lwem u kolan stoi święta Martyna.
Do 1906 roku obraz znajdował się w kaplicy w Toledo. Został sprzedany amerykańskiemu milionerowi A. B. Widenerowi, a następnie trafił do kolekcji National Gallery of Art w Waszyngtonie.